# Maria Magdalena Gąszczak
Maria Magdalena Gąszczak (ur. 18 grudnia 1914 w Dortmundzie lub 28 grudnia 1914 w Duisburgu, zm. 7 sierpnia 1943 w Berlinie) – polska nauczycielka, działaczka Związku Polaków w Niemczech, Związku Harcerstwa Polskiego i Polskiego Towarzystwa Szkolnego w Złotowie, więźniarka obozu koncentracyjnego, działaczka konspiracji i współpracownica Związku Walki Zbrojnej.

## Życiorys
Część źródeł wskazuje, że urodziła się 18 grudnia 1914 w Dortmundzie, a w innych czytamy, że urodziła się 28 grudnia 1914 w Duisburgu. Przyszła na świat w górniczej rodzinie polskich emigrantów z Poznańskiego, Juliana i Marianny z domu Robert. Została wychowana w duchu Patriotycznym. W domu nazywano ją Marylką. Ukończyła szkołę powszechną w Duisburgu. Należała do Związku Harcerstwa Polskiego w Niemczech. Niedługo potem rozpoczęła aktywność w Związku Polaków w Niemczech.
W 1929 w wyniku starań Związku Polskich Towarzystw Szkolnych otrzymała stypendium ufundowane przez Związek Polaków w Niemczech, które umożliwiło jej naukę w seminarium nauczycielskim w Lesznie. Po uzyskaniu dyplomu nauczycielki szkół powszechnych (1934) odbyła roczne praktyki pedagogiczne głównie w okolicach Inowrocławia. W 1935, po pomyślnym zaliczeniu egzaminu praktycznego w Poznaniu, podjęła pracę w szkole w Głomsku koło Złotowa. Uczyła tam1 kwietnia 1936 do sierpnia 1939. 
25 sierpnia 1939 została aresztowana przez niemiecką policję i osadzona w więzieniu w Złotowie. Po krótkim śledztwie została zwolniona, jednak otrzymała zakaz przebywania na terenach graniczących z Polską. W rezultacie przeniosła się do Berlina, gdzie zamierzała podjąć pracę nauczycielską i angażować się w działalność społeczną wśród Polaków. Nawiązała kontakt z działaczami i działaczkami polskimi, w tym z Jadwigą Neuman, Stefanią Przybył, Heleną Maćkowiak i Edmundem Nawrockim. Skontaktowała się z polską organizacją konspiracyjną. Podjęła pracę w niemieckim Krajowym Biurze Kontroli Listów podległym naczelnemu dowództwu Wehrmachtu. Biuro to kontrolowało korespondencję Polaków i robotników przymusowych, a w przypadku wykrycia treści antyhitlerowskich lub antyniemieckich miało obowiązek zgłaszania ich do gestapo. Maria Gąszczak niszczyła takie listy. Działała „jako żołnierz komórki wywiad. dalekiego zasięgu W d-67 Oddz. Inform-Wywiad. KG ZWZ-AK, kontaktowała się także z wywiadem angielskim”.
Została aresztowana jesienią 1942. W 1943 osądził ją Volksgericht. Została skazana na karę śmierci przez ścięcie gilotyną, a wyrok wykonano 28 września 1943 o godzinie 18.06 na dziedzińcu więzienia w Plötzensee.

## Upamiętnienie
W 1959 na ścianie budynku szkoły w Głomsku umieszczono tablicę upamiętniającą m.in. Marię Gąszczak. 29 listopada 2000 Rada Gminy w Zakrzewie uchwaliła nadanie Szkole Podstawowej w Głomsku jej imienia Marii. Uroczystość odbyła się 26 kwietnia 2001. Poświęcono też sztandar. Szkoła została zlikwidowana w 2010, ale na ścianie budynku nadal znajduje się tablica poświęcona Marii Gąszczak oraz Robertowi Gransickiemu.
W Złotowie,  Zakrzewie oraz Koszalinie znajdują się ulice jej imienia.